# Assaut sur Grand-Pré
Deuxième Guerre intercoloniale
Batailles
Québec et Terre-Neuve :
- Terre-Neuve
- Saint-Jean (1re)
- Saint-Jean (2e)
- Fort Albany
- Québec

Acadie et Nouvelle-Angleterre :
- Côte nord-est
- Deerfield
- Grand Pré
- Port-Royal (1er)
- Haverhill
- Port-Royal (2e)
- Bloody Creek

Caroline et Floride :
- Flint River
- St. Augustine
- Apalache
- Charles Town
- Pensacola

L'Assaut sur Grand-Pré fut exécuté par les colons anglais de Boston sous les commandes du colonel Benjamin Church contre les habitants de Grand-Pré en Acadie du 24 au 26 juin 1704, pendant la Deuxième Guerre intercoloniale.

## Historique
L'Acadie était à l'époque dominée par une série de colonies dispersées sur les rives de la baie de Fundy et ses baies adjacentes. Son principal établissement et capitale, Port-Royal, était la seule  communauté sensiblement fortifiée, défendue par un fort en étoile avec une modeste garnison. Les terres de la partie supérieure de la baie, sur les rives des bassins des Mines et de Cumberland étaient l'un des principaux sièges de la production alimentaire dans la colonie, et Grand-pré l'une des plus grandes et des plus riches collectivités sur le bassin Minas, avec une population d'environ 500 habitants en 1701. Les colons acadiens dans la région ont apporté avec eux les connaissances sur les constructions de digues, qui leur sert à vidanger les marais pour l'agriculture, et à protéger ces terres de l’afflux des marées exceptionnellement fortes (plus de 6 mètres ou 20 pieds dans certains endroits) pour qui la baie de Fundy est bien connue. La communauté de Beaubassin est la plus importante de plusieurs villes située sur l'isthme de Chignectou et ailleurs sur les rives du bassin de Cumberland.
Les colons de Boston quittèrent la ville le 25 mai 1704 avec 500 miliciens provinciaux et quelques guides amérindiens. L'expédition arriva au Bassin des Mines le 24 juin, après avoir donné l'assaut contre des plus petites communautés à Pentagouet et Passamaquoddy. Malgré le fait qu'il eut perdu l'effet de surprise, Church prit le contrôle de Grand-Pré, et passa trois jours à détruire le village et les digues qui protégeaient l'agriculture. Les terres furent inondées par l'eau salée, mais les Acadiens réparèrent les aboiteaux. Church continua ses assauts répétés contre Beaubassin et d'autres communautés avant de retourner à Boston au mois de juillet.

## Autres sources
- (en) Benjamin Church (éd. Thomas Church et Samuel Gardner Drake), The History of King Philip's War; Also of Expeditions Against the French and Indians in its Eastern Parts of New England, in the Years 1689, 1692, 1696 and 1704, Boston, Thomas B. Watt and Son, 1827 (OCLC 19652576, lire en ligne)
- (en) Samuel Adams Drake, The Border Wars of New England, New York, C. Scribner's Sons, 1910 (1re éd. 1897) (OCLC 2358736, lire en ligne)
- (en) Naomi Elizabeth Saundaus Griffiths, From Migrant to Acadian : a North American Border People, 1604–1755, Montréal, McGill-Queen's University Press, 2005, 633 p. (ISBN 978-0-7735-2699-0, OCLC 180773040, LCCN 2006540296, présentation en ligne)